# Burgstall Egelsburg
Der Burgstall Egelsburg ist eine abgegangene Adelsburg des Hochmittelalters. Sie befindet sich im Ortsteil Hillohe der Gemeinde Deuerling im Oberpfälzer Landkreis Regensburg in Bayern, Deutschland. Die Anlage wird als Bodendenkmal unter der Aktennummer D-3-6937-0116 im Bayernatlas als „endpaläolithische und mesolithische Freilandstation, vorgeschichtliche Siedlung, mittelalterlicher Burgstall "Egelsburg"“ geführt. 

## Geschichte
Der heutige Name der 1147 „Stein“ (Fels, Burg) genannten Egelsburg leitet sich von dem Burgherrn Egilolf von Stein ab. Das Ende der Höhenburg kam mit dem Aussterben der Herren von Stein gegen Ende des 12. Jahrhunderts. In Steinerbrückl unterhalb der Burg gab es wohl bereits im 11. Jahrhundert – für die damalige Zeit ungewöhnlich – eine steinerne Brücke. Sie hing mit der Königsstraße von Regensburg entlang des Labertals nach Franken zusammen.
Wie die anderen frühen Burgen an der schwarzen Laber (Stifterfelsen, Türklmühle, Martinsberg und Eselburg) könnte auch die Egelsburg der Sicherung und Kontrolle dieser wichtigen Fernstraße gedient haben. Ihre Trasse wurde im 12. Jahrhundert ab Deuerling auf die Albhochfläche über Hohenschambach und Hemau verlegt.

## Beschreibung
Die heute bis auf die Wallgräben verschwundene Burg stand auf einem Kalkfelsen über dem Tal der schwarzen Laber. Die Südseite umschließt ein halbkreisförmiger Außenwall. Ihm folgen ein seichter Graben, ein zweiter Wall und der Halsgraben. Eine Vertiefung auf dem Burgfelsen diente vielleicht als Hüle, ein mit Lehm ausgeschlagenes Wasserloch.
Die Egelsburg ist ein Bestandteil der „Regensburger Burgensteige“ und Wegpunkt des „Kulturwanderweges Deuerling“. Unmittelbar benachbart, nur wenige 100 Meter entfernt, liegt der Burgstall Weihenstefen.